# Snowboard ai XXIII Giochi olimpici invernali - Slopestyle femminile
La gara di slopestyle femminile dei XXIII Giochi olimpici invernali di Pyeongchang, in Corea del Sud, si è svolta il 12 febbraio presso il Bokwang Phoenix Park sito a Bongpyeong. L'11 febbraio era prevista una fase preliminare di qualificazione che è stata però cancellata a causa dei forti venti. A causa del persisistere delle cattive condizioni atmosferiche la finale è stata disputata al meglio delle 2 run invece delle consuete 3.

## Risultati
| Pos.    | #  | Atleta               | Nazione                      | Run 1 | Run 2 | Punti |
| ------- | -- | -------------------- | ---------------------------- | ----- | ----- | ----- |
| Oro     | 26 | Jamie Anderson       | Stati Uniti                  | 83.00 | 34.56 | 83.00 |
| Argento | 20 | Laurie Blouin        | Canada                       | 49.16 | 76.33 | 76.33 |
| Bronzo  | 22 | Enni Rukajärvi       | Finlandia                    | 45.85 | 75.38 | 75.38 |
| 4       | 15 | Silje Norendal       | Norvegia                     | 73.91 | 47.66 | 73.91 |
| 5       | 9  | Jessika Jenson       | Stati Uniti                  | 72.76 | 41.11 | 72.76 |
| 6       | 19 | Hailey Langland      | Stati Uniti                  | 41.26 | 71.80 | 71.80 |
| 7       | 11 | Sina Candrian        | Svizzera                     | 66.35 | 39.80 | 66.35 |
| 8       | 8  | Sofya Fyodorova      | Atleti Olimpici dalla Russia | 27.53 | 65.73 | 65.73 |
| 9       | 13 | Yuka Fujimori        | Giappone                     | 63.73 | 48.51 | 63.73 |
| 10      | 10 | Elena Könz           | Svizzera                     | 17.28 | 59.00 | 59.00 |
| 11      | 25 | Julia Marino         | Stati Uniti                  | 55.85 | 41.05 | 55.85 |
| 12      | 5  | Asami Hirono         | Giappone                     | 49.80 | 27.26 | 49.80 |
| 13      | 21 | Zoi Sadowski-Synnott | Nuova Zelanda                | 26.70 | 48.38 | 48.38 |
| 14      | 16 | Reira Iwabuchi       | Giappone                     | 48.33 | 31.06 | 48.33 |
| 15      | 24 | Anna Gasser          | Austria                      | 42.05 | 46.56 | 46.56 |
| 16      | 1  | Šárka Pančochová     | Rep. Ceca                    | 43.46 | 39.18 | 43.46 |
| 17      | 14 | Aimee Fuller         | Gran Bretagna                | 34.63 | 41.43 | 41.43 |
| 18      | 12 | Isabel Derungs       | Svizzera                     | 39.66 | 31.98 | 39.66 |
| 19      | 18 | Miyabi Onitsuka      | Giappone                     | 33.25 | 39.55 | 39.55 |
| 20      | 4  | Carla Somaini        | Svizzera                     | 36.71 | 23.08 | 36.71 |
| 21      | 17 | Brooke Voigt         | Canada                       | 24.36 | 36.61 | 36.61 |
| 22      | 23 | Spencer O'Brien      | Canada                       | 26.43 | 36.45 | 36.45 |
| 23      | 7  | Cheryl Maas          | Paesi Bassi                  | 31.71 | 35.30 | 35.30 |
| 24      | 3  | Klaudia Medlová      | Slovacchia                   | 26.16 | 34.00 | 34.00 |
| 25      | 2  | Lucile Lefevre       | Francia                      | 28.35 | 17.31 | 28.35 |
| 26      | 6  | Silvia Mittermüller  | Germania                     | 1.00  | DNS   | 1.00  |